# Vindinge Sogn (Roskilde Kommune)
Vindinge Sogn 

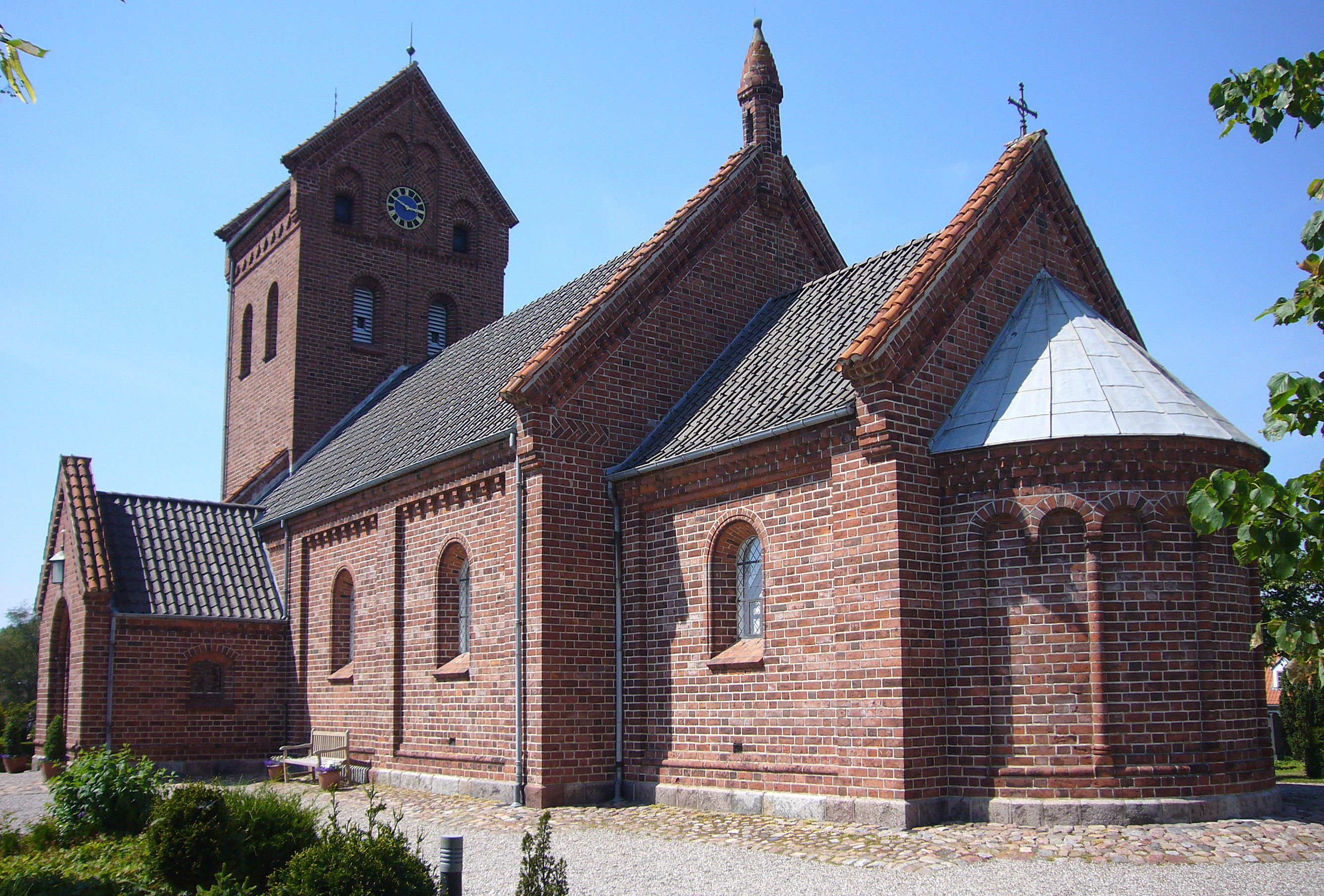
Vindinge Kirke

ist eine Kirchspielsgemeinde (dän.: Sogn)
auf der Insel Sjælland im südlichen Dänemark.
Bis 1970 gehörte sie zur Harde Tune Herred im damaligen Københavns Amt (bis 1808: Roskilde Amt), danach zur Roskilde Kommune im „neuen“ Roskilde Amt, die im Zuge der  Kommunalreform zum 1. Januar 2007 in der „neuen“ Roskilde Kommune in der Region Sjælland aufgegangen ist.
Im Kirchspiel leben 3423 Einwohner, davon 3087 im Kirchdorf (Stand: 1. Januar 2023).
Im Kirchspiel liegt die Kirche „Vindinge Kirke“.
Nachbargemeinden sind im Südwesten Vor Frue Sogn, im Westen Roskilde Søndre Sogn und im Nordwesten Roskilde Domsogn, ferner in der benachbarten Høje-Taastrup Kommune im Norden Fløng Sogn und im Nordwesten Reerslev Sogn, sowie in der benachbarten Greve Kommune im Südosten Tune Sogn.